# Іванов Валентин Олександрович
Валентин Олександрович Іванов (?— ?) — радянський футбольний тренер. Відомий за роботою в команді класу «Б» «Авангард» з Сімферополя.

## Тренерська кар'єра
Валентин Іванов тривалий час жив у Москві, і лише в 1960 році за сімейними обставинами перебрався до Ялти. На початку 1961 року партійне керівництво Криму, яке курувало команду майстрів «Авангард» із Сімферополя, після відставки попереднього старшого тренера команди Раміза Карічева та відмови кількох інших тренерів очолити сімферопольську команду, запропонувало Іванову очолити «Авангард». Невдовзі після початку роботи команду покинули кілька ключових футболістів атакуючої ланки команди, й Іванову довелось терміново шукати їм заміну, запросивши до команди Олексія Горешнєва, Леоніда Ярового, Володимира Тюткіна і Георгія Михохоса. Разом із низкою інших футболістів, які вже тривалий час виступали у складі сімферопольської команди, вони склали основу нового колективу, який після налагодження учбово-тренувального процесу новим старшим тренером команди, почав підніматися по щаблях турнірної таблиці, та навіть деякий час її очолював. Щоправда, після серії травм провідних футболістів, команда опустилась на 13 місце, але після повернення на поле всіх травмованих, піднялась на високе 5 місце, а в загальному заліку українських команд класу «Б» «Авангард» зайняв 9 місце, перемігши в стикових матчах чернігівську «Десну», що стало на той час найвищим досягненням команди. Проте наступний сезон «Авангард» розпочав невдало, після перших турів та нової серії травм провідних гравців йшов у самому кінці турнірної таблиці, що призвело до відставки старшого тренера. Подальша доля Валентина Іванова невідома.